# Sempre più notte
Sempre più notte (Night Unto Night) è un film del 1949 diretto da Don Siegel.

## Trama
Un ex scienziato che soffre di epilessia incontra Ann, una bella donna ossessionata dalla voce del marito morto.